# Petrie (Queensland)
27° 16′ S, 152° 59′ E
Pour les articles homonymes, voir Petrie.
Petrie est une banlieue de Brisbane dans la région de Moreton Bay dans Queensland (Australie). Sa population s'élève à 8 674 habitants en 2016.

## Transport
La Gare ferroviaire de Petrie dessert des citytrains à Caboolture, Kippa-Ring et Brisbane central.

## Éducation
- La Petrie State School
- La Kurwongbah State School
- La Our Lady of the Way Catholic School
- La Mt Maria College
- La University of the Sunshine Coast Moreton Bay campus